# Ablemma aiyura
Ablemma aiyura är en spindelart som beskrevs av Shear 1978. Ablemma aiyura ingår i släktet Ablemma och familjen Tetrablemmidae. Inga underarter finns listade i Catalogue of Life.